# Dolichopeza (Dolichopeza) subannulipes
Dolichopeza (Dolichopeza) subannulipes is een tweevleugelige uit de familie langpootmuggen (Tipulidae). De soort komt voor in het Australaziatisch gebied.